# ロヴェッラスカ
ロヴェッラスカ（伊: Rovellasca）は、イタリア共和国ロンバルディア州コモ県にある、人口約7,900人の基礎自治体（コムーネ）。

## 地理

### 位置・広がり
コモ県南部のコムーネ。県都コモから南へ16kmの距離にある。

#### 隣接コムーネ
隣接するコムーネは以下の通り。括弧内のMBはモンツァ・エ・ブリアンツァ県所属を示す。
- ブレニャーノ
- ラッツァーテ (MB)
- ロマッツォ
- ミジント (MB)
- ロヴェッロ・ポッロ

### 地震分類

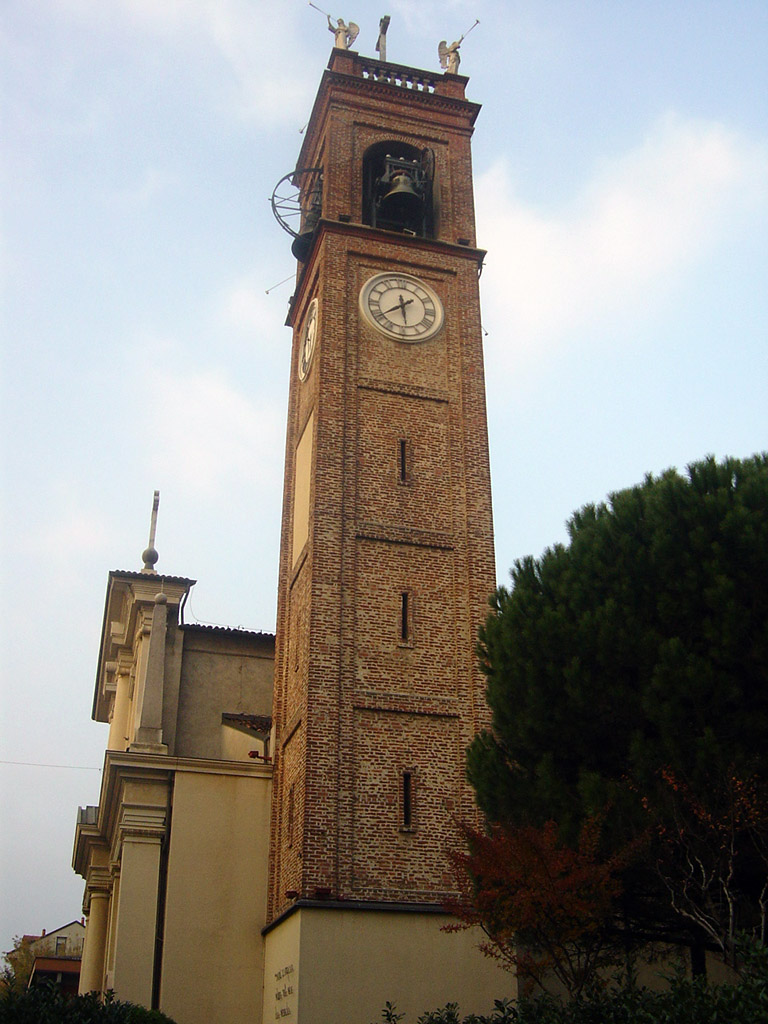

イタリアの地震リスク階級 (it) では、4 に分類される
。